# Jessica Hewitt
Jessica Hewitt (ur. 9 października 1986) – kanadyjska łyżwiarka szybka, specjalizująca się w short tracku. Srebrna medalistka olimpijska z Soczi.
Zawody w 2014 były jej pierwszymi igrzyskami olimpijskimi. Po medal sięgnęła w biegu sztafetowym. W tej samej konkurencji była srebrną (2013) i brązową medalistką (2009 i 2011) mistrzostw świata.